# Patrick Gabarrou
Patrick Gabarrou soprannominato il Gab (Évreux, 21 luglio 1951) è un alpinista e guida alpina francese.
È uno dei più forti alpinisti francesi degli anni '80 e '90 con 300 prime ascensioni. Molte di queste vie si trovano nel gruppo del Monte Bianco: ha aperto ben sei nuove vie sulla parete nord delle Grandes Jorasses e altri itinerari divenuti dei classici come Divine Providence sul Grand Pilier d'Angle o il Supercouloir sul Mont Blanc du Tacul. Atleta polivalente, ha tracciato vie su roccia, ghiaccio e misto, contribuendo soprattutto all'evoluzione dell'arrampicata su ghiaccio.

## Biografia

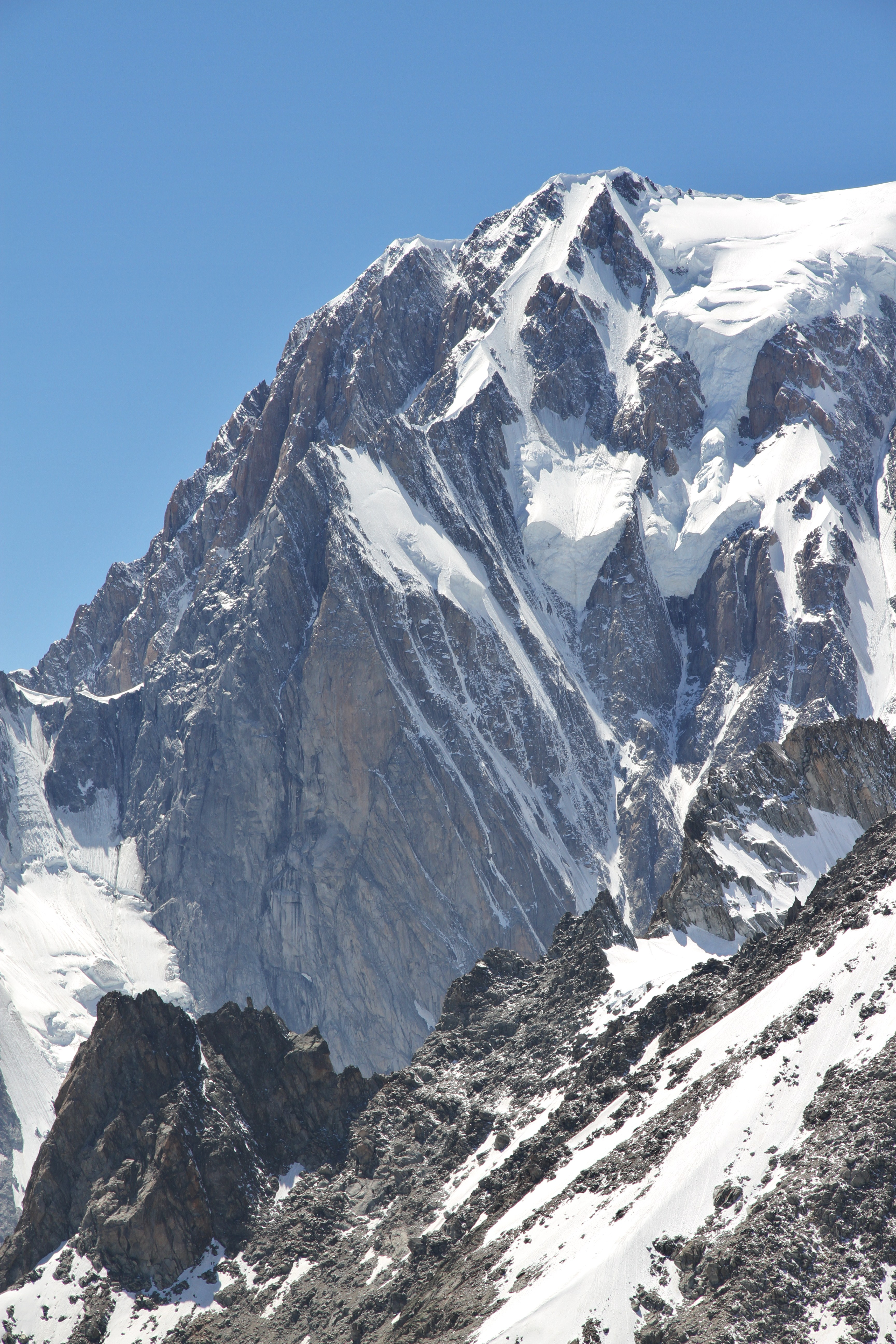
La parete est del Grand Pilier d'Angle su cui sale Divine Providence aperta da Gabarrou e François Marsigny nel 1984

Originario della Normandia si è dedicato al calcio fino ai diciassette anni. Ha scoperto l'alpinismo a quindici anni quando un gruppo di compagni del Liceo ha organizzato un campeggio a Le Chazelet, nelle Alpi del Delfinato. Nel 1973 si è laureato in filosofia alla Sorbona e parallelamente è divenuto guida alpina. È stato presidente di Mountain Wilderness dal 1990 al 1994 ed è presidente onorario della sezione francese.
Sposato e con una figlia, oltre alla sua attività di alpinista Patrick tiene delle conferenze in cui racconta le sue esperienze ed ascensioni.

## Salite sulle Alpi
Nel seguente elenco sono riportate alcune delle salite più significative di Patrick Gabarrou sulle Alpi.
- Via Bonatti - Aiguilles du Dru - 1972 - Salita con Henri Belair
- Via Brown - Aiguille de Blaitière - 1972 - Salita invernale con Alain Nicollet
- Goulotte Albinoni-Gabarrou - Mont Blanc du Tacul - luglio 1974 - Prima salita con Jean-Pierre Albinoni[5]
- Supercouloir - Mont Blanc du Tacul - 18-20 maggio 1975 - Prima salita con Jean-Marc Boivin[6]
- Boivin-Gabarrou - Les Droites - 2-3 agosto 1975 - Prima salita con Jean-Marc Boivin[7]
- Boivin-Gabarrou - Aiguille Verte - 25 settembre 1975 - Prima salita con Jean-Marc Boivin[8]
- Via Gabarrou-Suzuki - Aiguille Blanche de Peuterey - 28 luglio 1975 - Prima salita con Masalu Suzuki[9]
- Direttissima Gabarrou-Silvy - Aiguille Sans Nom - 1978 - Prima salita con Philippe Silvy
- Goulotte Nord - Dente del Gigante - 26 giugno 1979 - Prima salita con Bernard Muller[10]
- Goulotte Gabarrou-Marsigny (o Super Goulotte) - Barre des Écrins - 31 luglio 1980 - Prima salita con François Marsigny, 1200 m/ED[11]
- Via Gabarrou-Steiner - Monte Maudit/Spalla nord-est - 7 giugno 1981 - Prima salita con Pierre-Alain Steiner[12]
- Hypercouloir del Brouillard - Monte Bianco - 13-14 maggio 1982 - Prima salita con Pierre-Alain Steiner[13]
- Direttissima Gabarrou-Long - Pilastro Rosso di Brouillard - 28-29/07/1983 - Prima salita con Alexis Long[14]
- Abominette - Monte Bianco - 25 aprile 1984 - Prima salita con Christophe Profit e Sylviane Tavernier[15]
- Frêneysie Pascal - Monte Bianco - 20-21 aprile 1984 - Prima salita con François Marsigny[15]
- Divine Providence - Grand Pilier d'Angle - 5-8 luglio 1984 - Prima salita con François Marsigny (la via verrà liberata da Alain Ghersen e Thierry Renault nel 1990)[16][17]

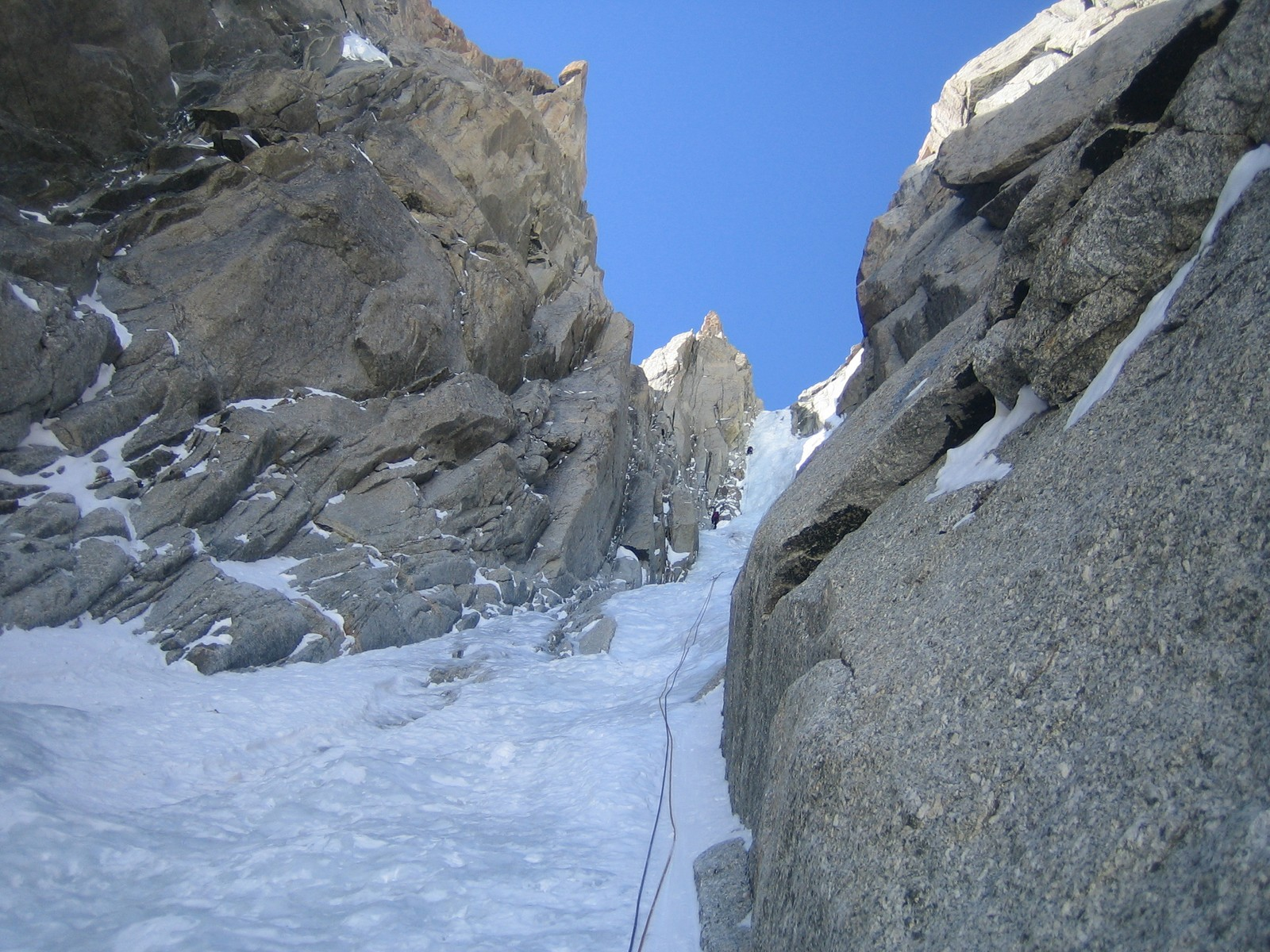
La parte finale del Supercouloir, la goulotte aperta da Gabarrou e Jean-Marc Boivin nel 1975

- Cascata di Notre Dame - Monte Bianco - 14-15 ottobre 1984 - Prima salita con François Marsigny[18]
- Fantomastic - Monte Bianco - 4-5 aprile 1985 - Prima salita con François Marsigny[15]
- Direttissima punta Walker - Grandes Jorasses - 1986 - Prima salita con Hervé Bouvard
- Direttissima punta Margherita - Grandes Jorasses - 1992 - Prima salita con Christian Appertet
- Aux amis disparus - Cervino / Naso di Zmutt - 1992 - Prima salita con Lionel Daudet
- Oméga - Petites Jorasses - 24-25 marzo 1994 - Prima salita con Ferran Latorre[19]
- Dies Irae - Punta Gnifetti Monte Rosa- 29-30 marzo 1994 - Prima salita con Ferran Latorre[20]
- Directe pour Tobias - Punta Gnifetti Monte Rosa- 7-9 agosto 1998 - Prima salita con Christophe Ducros, via dedicata allo scomparso alpinista Tobias Heymann[20]
- Free Tibet - Cervino / Naso di Zmutt - 2000 - Prima salita con Cesare Ravaschietto
- Padre Pio Prega per tutti - Cervino / Picco Muzio - 2002 - Prima salita con Cesare Ravaschietto[21]
- A Lei - Grandes Jorasses - 2003 - Prima salita con Philippe Batoux e Benoît Robert
- Heidi - Grandes Jorasses - 17-21 marzo 2005 - Prima salita con Philippe Batoux e Christophe Dumarest[22]
- Jean Chri - Monte Bianco - 2007 - Prima salita con Christophe Dumarest, sale il Pilastro Nascosto del Freney, dedicata all'amico scomparso Jean-Christophe Lafaille[23]
- Hugues d'en haut - Grandes Jorasses - 2008 - Prima salita con Michel Coranotte, dedicata all'amico scomparso Hugues d'Aubarede[24]